# Insediamento rurale
Per insediamento rurale si intende, in generale, un piccolo insediamento situato in campagna, in contrapposizione a un insediamento urbano. La definizione è comunque sfumata, in quanto fra contesto urbano e contesto rurale si danno una varietà di realtà intermedie, semi-urbane o semi-rurali. In molti paesi esiste una definizione formale di "insediamento rurale" (per esempio data dalle istituzioni che si occupano del censimento), ma le definizioni date nei diversi paesi non sono necessariamente coincidenti. Tipici esempi di insediamenti che vengono comunemente considerati rurali sono le case sparse, le fattorie e i villaggi di campagna; a seconda dei casi possono essere inclusi in questa categoria anche i piccoli paesi lontani dai grandi centri urbani. 
Fino alla Seconda guerra mondiale, la maggioranza degli insediamenti umani, anche in Occidente, era classificabile come rurale; nei decenni successivi è avvenuto un generale processo di deruralizzazione, in cui alcuni centri rurali si sono ingranditi e hanno assunto la struttura di centri urbani, e altri si sono progressivamente spopolati. In vaste aree del mondo, soprattutto nei paesi in via di sviluppo, l'insediamento di tipo rurale rimane invece predominante.